# Suazi na Letnich Igrzyskach Olimpijskich 1988
Suazi na Letnich Igrzyskach Olimpijskich 1988 reprezentowało 11 zawodników. Był to 3. start reprezentacji Suazi na letnich igrzyskach olimpijskich.

## Skład kadry

### Boks
Mężczyźni
- Dumsane Mabuza - waga piórkowa - 17. miejsce
- Charles Mahlalela - waga lekkośrednia - 17. miejsce

### Lekkoatletyka
Mężczyźni
- Frank Maziya - 100 metrów - odpadł w eliminacjach
- Sam Hlawe - maraton - 44. miejsce
- Gideon Mthembu - maraton - 53. miejsce
- Vusie Dlamini - maraton - 58. miejsce
- Sizwe Sydney Mdluli - skok w dal - nie sklasyfikowany

### Pływanie
Mężczyźni
- Trevor Ncala

50 metrów st. dowolnym - 65. miejsce
100 metrów st. dowolnym - 74. miejsce
100 metrów st. motylkowym - 50. miejsce
- Yul Mark Du Pont

50 metrów st. dowolnym - 69. miejsce
100 metrów st. dowolnym - 76. miejsce
100 metrów st. grzbietowym - 52. miejsce

### Podnoszenie ciężarów
Mężczyźni
- Paul Hoffman - waga średnia - 21. miejsce
- Absalom Shabangu - waga lekkociężka - nie ukończył